# Gibraltarská fotbalová reprezentace
Gibraltarská fotbalová reprezentace hraje za britské zámořské území Gibraltar. Řídí ji Gibraltarská fotbalová asociace (Gibraltar Football Association, založena v roce 1895). Domácí zápasy se konají na Victoria Stadium pro 5 000 diváků. Tým nastupuje v červenobílých dresech, jeho fotbalisté pocházejí z klubů Gibraltar Premier Division nebo z nižších španělských soutěží. Do roku 2013 nebyl Gibraltar členem FIFA ani UEFA, takže hrál pouze neoficiální utkání proti jiným mezinárodně neuznávaným zemím. Po svém přijetí do UEFA v květnu 2013 se stal jejím 54. členem (zároveň s méně než 30 000 obyvateli nejmenším, teprve po něm následuje San Marino s 32 000 obyvateli). V květnu 2016 se stal členem FIFA.

## Historie
Fotbal se na Gibraltar dostal koncem 19. století, roku 1895 byla založena fotbalová asociace a roku 1901 vytvořen reprezentační tým, který hrál hlavně proti vojákům místní posádky. V dubnu 1923 nastoupili gibraltarští fotbalisté dvakrát proti Sevilla FC, prohráli 0:2 a 0:5. V roce 1949 v přátelském zápase remizoval Gibraltar s velkoklubem Real Madrid. Pravidelné mezinárodní zápasy začal hrát až v devadesátých letech v rámci Ostrovních her nebo FIFI Wild Cup. Největšími úspěchy byla výhra nad mužstvem ostrova Sark 19:0 v červnu 2003 a vítězství na Ostrovních hrách 2007.

## Spory o uznání
V roce 1997 podal Gibraltar přihlášku do FIFA, ale narazil na nesouhlas Španělska, které si na poloostrov činí nárok a s podporou některých latinskoamerických zemí jeho přijetí zamítlo. V roce 2006 rozhodla Mezinárodní sportovní arbitráž, že Gibraltar splňuje všechny podmínky a nařídila UEFA, aby ho uznalo za člena. Španělé však pohrozili bojkotem všech soutěží, kterých se Gibraltar zúčastní. Toho se funkcionáři lekli a gibraltarskou reprezentaci odmítli. Přitom například IAAF tuto zemi bez problémů akceptuje. Objevil se návrh na obejítí španělského odporu tím, že by se Gibraltar přihlásil do CAF.
Na kongresu UEFA 24. května 2013 byl Gibraltar přijat za 54. řádného člena této organizace; a zúčastnil se kvalifikace na Mistrovství Evropy ve fotbale 2016. Michel Platini oznámil, že v tom případě by byl gibraltarský tým nasazen tak, aby se v kvalifikační skupině nepotkal se Španěly (podobná výjimka už platí v případě Arménie a Ázerbájdžánu, mezi nimiž existuje válečný stav). Členem FIFA Gibraltar zatím nebyl: nacházel se tak v podobném postavení jako například martinická fotbalová reprezentace, která se směla účastnit kontinentálního šampionátu, ale nikoli mistrovství světa ve fotbale.
Členem FIFA se stal společně s Kosovem 13. května 2016.

## Oficiální utkání
Prvním oficiálním mezinárodním zápasem Gibraltaru bylo utkání se Slovenskem 19. listopadu 2013, které mělo dějiště na Estádio Algarve na jihu Portugalska. V zápase s favorizovaným slovenským celkem se zrodila překvapivá remíza 0:0, slovenský trenér Ján Kozák ale nominoval na střetnutí hráče z širšího reprezentačního výběru a také několik debutantů. Gibraltarský tým se většinu zápasu bránil převaze soupeře, který se však nedokázal prosadit v jeho zahuštěném pokutovém území. V samotném závěru Gibraltar od prohry zachránilo nastřelené břevno.
Gibraltar byl původně vylosován 23. února 2014 pro kvalifikaci na EURO 2016 do skupiny C k úřadujícímu mistru světa a Evropy Španělsku, ale z politických důvodů (neuznání Gibraltaru Španělskem) byl přesunut do skupiny D k Německu, Irsku, Polsku, Skotsku a Gruzii. V prvním kvalifikačním zápase 7. září 2014 podlehl v portugalském Faru Polsku vysoko 0:7.